# Георгиевская церковь (Ивантеевка)
Це́рковь Свято́го Великому́ченика Гео́ргия Победоно́сца — приходская церковь Московской (областной) епархии Русской православной церкви в городе Ивантеевке Московской области.

## История
Первые исторические сведения о храме восходят к 1573 году. Можно предположить, что деревянную клетскую церковь в селе Новосёлках (Георгиевском) построили в 1520—1530 годах. К концу 1590-х годов церковь была построена заново и служила прихожанам до 1664 года, когда братья Бирдюкины-Зайцевы получили разрешение на владение селом и на строительство новой деревянной церкви. Храм во имя великомученика Георгия построили через десять лет на старом месте. Два его колокола были укреплены на берёзе, а третий — без «языка» — лежал рядом.
3 июля 1730 года владелица села Ирина Шереметьева (вдова Василия Шереметева, урождённая Ромодановская) подала в Казённый приказ прошение о построении в селе Новосёлках новой деревянной церкви. 16 декабря 1737 года церковь освятили.
В советское время церковь избежала разорения и осквернения.